# Немилянківська сільська рада
Немилянська сільська рада — колишня адміністративно-територіальна одиниця та орган місцевого самоврядування у Новоград-Волинському районі і Новоград-Волинській міській раді Волинської округи й Київської області Української РСР з адміністративним центром у слободі Немилянка.

## Населені пункти
Сільській раді на час ліквідації були підпорядковані населені пункти:
- слоб. Немилянка

## Населення
Кількість населення ради, станом на 1923 рік, становила 928 осіб, кількість дворів — 172.
У 1931 році чисельність населення сільської ради становила 1 036 осіб.

## Історія та адміністративний устрій
Створена 1923 року в складі колоній Немилянка та Ужачинська Гута Романівецької волості Новоград-Волинського повіту Волинської губернії. 7 березня 1923 року включена до складу новоствореного Новоград-Волинського району Житомирської (згодом — Волинська) округи. 15 червня 1926 року реорганізована в польську національну сільську раду, внаслідок чого кол. Ужачинська Гута передано до складу Галівської сільської ради Новоград-Волинського району. 1 червня 1935 року, відповідно до постанови Президії Верховної ради Української РСР «Про порядок організації органів радянської влади в новоутворених округах», передана до складу Новоград-Волинської міської ради Київської області.
Ліквідована не пізніше 1939 року, в зв'язку із зняттям з обліку населених пунктів. Адміністративний центр ради, слоб. Немилянка, на початок 1930 років значилася в планах на зселення через будівництво Новоград-Волинського укріпленого району.